# Okręg wyborczy nr 17 do Sejmu Rzeczypospolitej Polskiej (1991–1993)
Okręg wyborczy nr 17 do Sejmu Rzeczypospolitej Polskiej (1991–1993) obejmował województwo bydgoskie. W ówczesnym kształcie został utworzony w 1991. Wybieranych było w nim 11 posłów w systemie proporcjonalnym.
Siedzibą okręgowej komisji wyborczej była Bydgoszcz.

## Wybory parlamentarne 1991
Głosowanie odbyło się 27 października 1991.
| Komitet wyborczy                                      | Komitet wyborczy                                                  | Głosów | %     | Mandaty | Wybrani posłowie             |
| ----------------------------------------------------- | ----------------------------------------------------------------- | ------ | ----- | ------- | ---------------------------- |
|                                                       | Sojusz Lewicy Demokratycznej                                      | 62 013 | 18,49 | 2       | Janusz Zemke, Anna Bańkowska |
|                                                       | Niezależny Samorządny Związek Zawodowy „Solidarność”              | 38 543 | 11,50 | 1       | Jan Rulewski                 |
|                                                       | Unia Demokratyczna                                                | 34 729 | 10,36 | 1       | Maria Zajączkowska           |
|                                                       | Porozumienie Obywatelskie Centrum                                 | 34 420 | 10,27 | 1       | Antoni Tokarczuk             |
|                                                       | Kongres Liberalno-Demokratyczny                                   | 25 141 | 7,50  | 1       | Marek Koczwara               |
|                                                       | Konfederacja Polski Niepodległej                                  | 21 995 | 6,56  | 1       | Adam Sengebusch              |
|                                                       | Wyborcza Akcja Katolicka                                          | 20 729 | 6,18  | 1       | Grzegorz Schreiber           |
|                                                       | Bydgoska Lista Jedności Ludowej                                   | 18 902 | 5,64  | 1       | Wojciech Mojzesowicz         |
|                                                       | Chrześcijańska Demokracja                                         | 15 703 | 4,68  | 1       | Stefan Pastuszewski          |
|                                                       | Porozumienie Ludowe                                               | 15 342 | 4,58  | 1       | Stefan Król                  |
|                                                       | Polska Partia Przyjaciół Piwa                                     | 14 851 | 4,43  | –       |                              |
|                                                       | Stronnictwo Demokratyczne                                         | 9834   | 2,93  | –       |                              |
|                                                       | Unia Polityki Realnej                                             | 9179   | 2,74  | –       |                              |
|                                                       | Zdrowa Polska - Sojusz Ekologiczny                                | 3085   | 0,92  | –       |                              |
|                                                       | Polska Partia Ekologiczna – Zieloni                               | 2832   | 0,84  | –       |                              |
|                                                       | Koalicja Polskiej Partii Ekologicznej i Polskiej Partii Zielonych | 1986   | 0,59  | –       |                              |
|                                                       | Stronnictwo Narodowe                                              | 1968   | 0,59  | –       |                              |
|                                                       | Ruch Chrześcijańsko-Społeczny „Przymierze”                        | 1638   | 0,49  | –       |                              |
|                                                       | Blok Ludowo-Chrześcijański                                        | 1464   | 0,44  | –       |                              |
|                                                       | Polski Związek Zachodni                                           | 948    | 0,28  | –       |                              |
| Frekwencja: 45,67% Źródło: Państwowa Komisja Wyborcza |                                                                   |        |       |         |                              |